# Harry Chamberlin
Harry Dwight Chamberlin (Elgin, 19 mei 1887 - Monterey, 29 september 1944) was een Amerikaans ruiter. Tijdens de Olympische Zomerspelen 1920 viel Chamberlin zowel in de dressuur, eventing en het springen deel. Zijn beste prestatie was de vierde plaats met het eventing team. Acht jaar later nam Chamberlin deel aan het springen tijdens de Olympische Zomerspelen 1928 en viel buiten de prijzen. Chamberlin behaalde zijn grootste succes tijdens de Olympische Zomerspelen 1932 met een gouden medaille in de landenwedstrijd eventing en de zilveren medaille in de individuele springwedstrijd. Tijdens de Tweede Wereldoorlog was Chamberlin als brigadegeneraal betrokken bij de verovering van Nieuwe Hebriden in de Grote Oceaan.

## Resultaten
- Olympische Zomerspelen 1920 in Antwerpen 14e individueel dressuur met Harebell
- Olympische Zomerspelen 1920 in Antwerpen 5e landenwedstrijd springen met Nigra
- Olympische Zomerspelen 1920 in Antwerpen 6e individueel eventing met Nigra
- Olympische Zomerspelen 1920 in Antwerpen 4e landenwedstrijd eventing met Nigra
- Olympische Zomerspelen 1928 in Amsterdam 10e individueel springen met Nigra
- Olympische Zomerspelen 1928 in Amsterdam 9e landenwedstrijd springen met Nigra
- Olympische Zomerspelen 1932 in Los Angeles  individueel springen met Show Girl
- Olympische Zomerspelen 1932 in Los Angeles uitgevallen landenwedstrijd springen met Show Girl
- Olympische Zomerspelen 1932 in Los Angeles 4e individueel eventing met Pleasant Smiles
- Olympische Zomerspelen 1932 in Los Angeles  landenwedstrijd eventing met Pleasant Smiles

1912: Nordlander, Adlercreutz, Casparsson,  Horn af Åminne ·
1920: Mörner, Lundström, von Braun,  Dyrsch ·
1924: Van der Voort van Zijp, Pahud de Mortanges, De Kruijff,  Colenbrander ·
1928: Pahud de Mortanges, De Kruijff, Van der Voort van Zijp ·
1932: Thomson, Chamberlin, Argo ·
1936: Stubbendorf, Lippert, von Wangenheim ·
1948: Henry, Anderson, Thomson ·
1952: von Blixen-Finecke, Stahre, Frölén ·
1956: Weldon, Rook, Hill ·
1960: Morgan, Lavis, Roycroft ·
1964: Checcoli, Angioni, Ravano ·
1968: Allhusen, Meade, Jones ·
1972: Meade, Gordon-Watson, Parker, Phillips ·
1976: Coffin, Plumb, Davidson, Tauskey ·
1980: Blinov, Salnikov, Volkov, Rogosjin ·
1984: Plumb, Stives, Fleischmann, Davidson ·
1988: Erhorn, Baumann, Kaspareit, Ehrenbrink ·
1992: Green, Rolton, Hoy, Ryan ·
1996: Schaeffer, Rolton, Hoy, Dutton ·
2000: Dutton, Hoy, Tinney, Ryan ·
2004: Boiteau, Lyard, Courrèges, Teulère, Touzaint ·
2008: Thomsen, Ostholt, Dibowski, Klimke, Romeike ·
2012: Auffarth, Jung, Klimke, Schrade, Thomsen ·
2016: Laghouag, Lemoine, Nicolas, Vallette ·
2020: Collett, McEwen, Townend ·
2024: Canter, Collett, McEwen
- International Standard Name Identifier: 0000 0000 6474 8799
- SNAC: w6327hr5
- Trove: 800640
- Virtual International Authority File: 91291270